# Mike Pride
Mike Pride (* 7. července 1979 Portland, Maine) je americký bubeník. Věnuje se převážně jazzové hudbě, ale s různými projekty hraje například také progresivní metal a avantgardní hudbu. Během své kariéry spolupracoval s mnoha hudebníky, mezi které patří Jamie Saft, Trevor Dunn, William Parker, Sonny Simmons nebo Anthony Braxton.